# The Collingswood Story
The Collingswood Story es una película de pantalla de computadora de terror sobrenatural estadounidense de 2002 escrita y dirigida por Michael Costanza y protagonizada por Stephanie Dees, Johnny Burton, Grant Edmonds y Diane Behrens. Su trama sigue a una pareja en edad universitaria que intenta mantener su relación a larga distancia a través de videoconferencias; sin embargo, un encuentro casual con un psíquico en línea sumerge sus vidas en un mundo de fenómenos sobrenaturales de pesadilla.
The Collingswood Story comenzó a producirse en el año 2000, cuando las videoconferencias estaban en sus inicios y lejos de ser la corriente principal. Es conocida hoy como la primera película de pantalla de computadora por su innovador concepto de chat de video. En un editorial de agosto de 2022 "La evolución de las imágenes encontradas: una historia de Screenlife Horror", se hace referencia a The Collingswood Story como "la primera verdadera película de terror de Screenlife". La película ha sido citada como precursora de una serie de películas de terror presentadas en formato de pantalla de computadora, como Host, Paranormal Activity y Unfriended.

## Argumento
Rebecca Miles se muda a Collingswood, Nueva Jersey para asistir a la Universidad Rutgers, y alquila una habitación en una casa histórica. En el vigésimo primer cumpleaños de Rebecca, su novio, Johnny, le regala una cámara web para que los dos puedan mantener una relación a larga distancia. Johnny, comunicándose con su amigo Billy, también a través de una cámara web, conoce a Vera Madeline, una psíquica en línea, de quien Billy afirma que se puso en contacto con su padre fallecido. Rebecca es escéptica con Vera y se ofrece a tener una sesión virtual con ella primero. Durante la videoconferencia, Vera aparece en una habitación a oscuras, iluminada por dos candelabros y con gafas de sol. Rebecca le da a Vera un nombre falso, pero poco después de su lectura psíquica, Vera llama a Rebecca por su nombre real. Esto despierta el interés de Rebecca, pero ella lo atribuye a que Vera tiene algún método de identificación de llamadas.
Cuando Johnny tiene una sesión con Vera, ella le pregunta quién lo refirió y él menciona a Rebecca. Vera comenta que Collingswood es bien conocido por los psíquicos y médiums debido a los sombríos acontecimientos históricos que ocurrieron allí y que involucraron a una sociedad secreta fundada por un inmigrante francés llamado Alan Tashi quien, en el siglo XIX, asesinó y mutiló a nueve niñas, cortándoles los ojos, antes de arrojar sus cuerpos a un pozo. Cuando la gente del pueblo intentó vengarse, asaltaron la casa de Tashi, pero la encontraron vacía; en el ático, descubrieron un juguete de madera, pero ninguna señal de Tashi, Vera insta a Johnny a que Rebecca la contacte nuevamente para otra sesión, y le dice que Rebecca es "sensible" y que tiene información importante para ella.
Tras una mayor investigación, Johnny descubre que la casa en la que vive Rebecca fue el lugar de un asesinato-suicidio ocurrido cuatro años antes, en el que un juez ahogó a sus hijos en la bañera antes de matar a su esposa y luego a sí mismo. En las fotos de la escena del crimen publicadas en línea, Johnny vislumbra un juguete de madera. Armado con este conocimiento, Johnny se preocupa por Rebecca, a quien los propietarios dejaron sola en la casa durante el fin de semana de Halloween. Rebecca comienza a buscar evidencia de la supuesta sociedad secreta en Collingswood, grabando imágenes mientras conduce por la ciudad, pero no puede localizar la dirección de la casa original de Tashi.
El sábado, Halloween, Rebecca se conecta nuevamente con Vera para una videoconferencia, preguntando sobre la sociedad secreta que Vera le había contado a Johnny; Vera, sin embargo, niega tener conocimiento del asunto y actúa como si nunca hubiera hablado con Rebecca. Además, afirma que sus lecturas psíquicas son solo para fines de entretenimiento. Rebecca hace una videollamada a Johnny para contarle sobre su llamada con Vera. Mientras examina la estantería en el estudio de la casa, Rebecca encuentra postales que muestran un juguete de madera que se parece al que quedó en la ausencia de Alan Tashi, así como en las fotos de la escena del crimen. Rebecca recuerda que Vera habló en francés durante una de sus sesiones y comienza a sospechar que Vera podría ser miembro de la sociedad secreta.
Johnny logra contactar nuevamente a Vera, quien le dice que saque a Rebecca de la casa, y alude a que la sociedad secreta practicaba rituales en el ático de la casa. Mientras tanto, Rebecca sale a dar una vuelta para conseguir comida. De camino a casa, vuelve a intentar localizar la residencia de Tashi y logra encontrarla. Cuando regresa a casa, Johnny le cuenta lo que le dijo Vera. Una desafiante Rebecca decide explorar el ático, grabando su esfuerzo con la cámara web mientras Johnny observa. Ella encuentra una habitación secreta, donde localiza una serie de fotografías antiguas y objetos ocultos .bienes parafernales. La transmisión de su cámara web se ve interrumpida por una videollamada de Vera, quien le advierte que se vaya. Vera se quita las gafas de sol y deja al descubierto un ojo de cristal; explica que escapó por poco del culto, que le cortó uno de los ojos.
La llamada de Vera termina repentinamente y Rebecca se vuelve a conectar con Johnny, quien la observa mientras intenta huir del ático presa del pánico, pero se enfrenta a Alan Tashi. Simultáneamente, una figura desconocida emerge de la puerta cerrada detrás de Johnny y lo ataca.

## Reparto
- Stephanie Dees como Rebecca Miles
- Johnny Burton como Johnny
- Diane Behrens como Vera Madeline
- Grant Edmonds como Billy
- Glenn Hoeffner como Theodore

## Producción
El guionista y director Michael Costanza desarrolló la idea de la película basándose en un viejo artículo de noticias sobre un asesinato en masa que ocurrió en una casa de Nueva Jersey en el siglo XIX.
Stephanie Dees, quien interpreta a Rebecca en la película, había aparecido previamente en un papel secundario en Halloween 4: The Return of Michael Myers (1988) cuando era niña.
El rodaje de The Collingswood Story tuvo lugar principalmente en Los Ángeles, California, aunque algunos exteriores fueron filmados por Costanza en Collingswood, Nueva Jersey.

## Lanzamiento
En 2005, The Collingswood Story se proyectó en festivales de cine como Frightfest en Londres, The Festival of Fantastic Films en Manchester y Fearless Tales Film Festival en San Francisco. La película recibió el premio al Mejor Reparto y Mejor Película Indie. Durante el estreno de la película en Anchor Bay, The Collingswood Story recibió excelentes críticas. Las citas incluyeron "Un triunfo de bajo presupuesto", "Inventiva y aterradora", "La atmósfera tensa es simplemente magnífica y desconcertante", "Original e inteligente", "Sin duda la mejor película de terror "pura" del Frightfest de este año". Empire, Dreamwatch, SFX, también elogió la película.
Luego, The Collingswood Story se presentó como una nueva versión a varios estudios, incluidos los productores de Paranormal Activity.
En abril de 2011, Dread Central proyectó la película durante la celebración del Indie Horror Month.
En marzo de 2022 , The Collingswood Story se presentó en el Unnamed Footage Festival y se proyectó en el Teatro Balboa de San Francisco.

### Medios domésticos
The Collingswood Story se distribuyó inicialmente en DVD el 21 de junio de 2006 por el veterano de cine Mo Claridge Anchor Bay UK (que ya no está en el negocio).
El 5 de octubre de 2021, The Collingswood Story se lanzó en Amazon Prime Video y en Blu-ray a través de Cauldron Films.
El 3 de octubre de 2022, The Collingswood Story comenzó a transmitirse sin cortes exclusivamente en Shudder de AMC.

## Premios
- Mejor Reparto, Fearless Tales Film Festival San Francisco, California 2005[9]

## Otras lecturas
- Waddell, Calum (octubre de 2006). The Best Low Budget Movie Since The Blair Witch Project 108. Shivers Magazine. p. 66.
- Newman, Kim (octubre de 2006). Kim Newman's Dungeon Breakout Name to Watch: Michael Costanza. p. 666.
- Osmond, Andrew (agosto de 2006). Pleasantly Spooky Post Blair Witch Ghost Story 146. SFX Magazine. p. 130.
- Scott, Cameron (septiembre de 2006). The Making of The Collingswood Story 122. The Dark Side Magazine. p. 60.
- Brown, Jordon (agosto de 2006). DVD Monthly 95. p. 132.